# Goudon
Goudon är en kommun i departementet Hautes-Pyrénées i regionen Occitanien i sydvästra Frankrike. Kommunen ligger i kantonen Tournay som tillhör arrondissementet Tarbes. År 2022 hade Goudon 239 invånare.

## Befolkningsutveckling
Antalet invånare i kommunen Goudon
| Referens: INSEE |